# Neoplatyura aperta
Neoplatyura aperta är en tvåvingeart som beskrevs av Loïc Matile 1988. Neoplatyura aperta ingår i släktet Neoplatyura och familjen platthornsmyggor.
Artens utbredningsområde är Nya Kaledonien. Inga underarter finns listade i Catalogue of Life.